# Viper (cohete)
Viper es una familia de  cohetes sonda estadounidenses, propulsados por combustible sólido y sucesores del Loki-Dart. Fue desarrollado en 1972 con el objetivo de alcanzar mayores alturas.
Se han lanzado más de 480 cohetes Viper en sus diferentes variantes, entre el 1 de enero de 1959 y el 25 de enero de 2005.

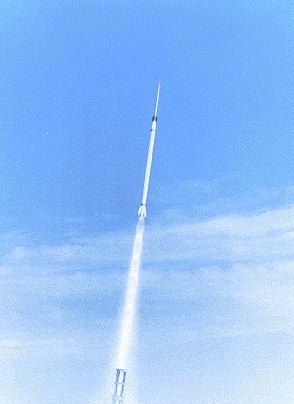
Lanzamiento de un Viper-Dart

## Versiones

### Viper-Dart
Cohete sonda de una sola etapa usado para desplegar una esfera inflable reflectante de 1 metro de diámetro (llamada ROBINSphere, por Radar OBservable INflation Sphere) a 90 km de altura para medir vientos, densidades, temperaturas y presiones desde los 90 a los 40 km de altura.
Se lanzaron 61 Viper-Dart, 2 de ellos fallidos. El primero fue lanzado el 18 de febrero de 1968 y el último el 16 de mayo de 2001.

#### Especificaciones
- Apogeo: 120 km
- Empuje: 20 kN
- Diámetro: 0,11 m
- Longitud total: 3,4 m

### Viper 3A
Cohete sonda de dos etapas, consistente en una primera etapa Viper 3A y un dardo con la carga útil como segunda etapa. Era lanzado desde un raíl helicoidal que le impartía un giro de 6 Hz en el momento del lanzamiento. El dardo aceleraba hasta 20 Hz cuando se separaba de la primera etapa. Se lanzaron 366 Viper 3A, con sólo 4 fallos. El primer lanzamiento tuvo lugar el 2 de diciembre de 1983 y el último el 25 de enero de 2005.

#### Especificaciones
- Apogeo: 120 km
- Empuje: 25 kN
- Diámetro: 0,11 m
- Longitud total: 2,4 m

### Nike Viper I
Cohete sonda de dos etapas, una primera etapa Nike y una segunda etapa Viper. Se lanzaron cuatro cohetes con esta configuración, entre el 4 de febrero y el 30 de septiembre de 1960.

#### Especificaciones
- Apogeo: 80 km
- Empuje: 217 kN
- Masa total: 600 kg
- Diámetro: 0,42 m
- Longitud total: 8 m

### Viper V/Dart
Cohete sonda de una sola etapa.

#### Especificaciones
- Apogeo: 150 km
- Empuje: 27 kN
- Diámetro: 0,18 m
- Longitud total: 3,4 m

### ALSTOR
Cohete de pruebas consistente en un Viper I lanzado desde un Lockheed F-104 Starfighter. Fue lanzado 5 veces en esta configuración, entre el 1 de enero de 1959 y el 30 de abril de 1960.

#### Especificaciones
- Apogeo: 100 km
- Empuje: 24 kN
- Diámetro: 0,16 m
- Longitud total: 3,6 m

### Viper Falcon
Cohete de dos etapas consistente en una primera etapa Viper I y una segunda Falcon. Se lanzaron dos Viper Falcon, ambos el 13 de agosto de 1960.

#### Especificaciones
- Apogeo: 80 km
- Empuje: 24 kN
- Diámetro: 0,17 m
- Longitud total: 3,5 m

### Viper Falcon
Cohete de dos etapas consistente en una primera etapa Viper I y una segunda Falcon. Se lanzaron dos Viper Falcon, ambos el 13 de agosto de 1960.

#### Especificaciones
- Apogeo: 80 km
- Empuje: 24 kN
- Diámetro: 0,17 m
- Longitud total: 3,5 m